# Portudden
Portudden är en udde i Finland. Den ligger i Raseborg och landskapet Nyland, i den södra delen av landet, 80 km väster om huvudstaden Helsingfors.
Terrängen inåt land är platt. Havet är nära Portudden åt sydost.  Närmaste större samhälle är Ekenäs, 14,4 km väster om Portudden. 